# Uitgeverij Cliché
Uitgeverij Cliché is in 2013 opgericht door Ton Mackaaij uit Maarssen. Na het indienen van een uitgeefplan voor de originele clichés uit de Toonder Studio's werd begonnen met albums van de strips Olle Kapoen, Koning Hollewijn, Panda, Olivier B. Bommel en Kappie.
In 2014 werd Uitgeverij Ton Paauw overgenomen van de eigenaar die met pensioen ging. Cliché vertienvoudigde zo haar aanbod. In 2016 werd gestart met de heruitgave van de ballonstrips van Tom Poes. De albums werden voorzien van een nieuwe cover en inkleuring. In 2018 zijn verschillende reeksen overgenomen van uitgeverij Panda van Hans Matla. In 2022 bracht Cliché het eerste album uit van Verhalen van Vroeger, door scenarist René Riva en illustrator Ralph Dikmans.